# اندالن
اندالن (به سوئدی: Andalen) یک سکونتگاه مسکونی در سوئد است که در بخش یوتبری واقع شده‌است.

## خصوصیات
اندالن ۱٫۵۸ کیلومترمربع مساحت و ۲٬۱۸۸ نفر جمعیت دارد.